# 틱 (의학)
틱(tic)은 빠르고 비자발적이며 비정상적이고 반복적인 운동성 행동이나 음성이다. 틱은 일반적으로 짧고 정상적인 행동 특성이나 제스처와 유사하게 나타날 수 있다.
틱은 복부 긴장이나 발가락 쥐는 것과 같이 관찰자에게 보이지 않을 수도 있다. 흔한 운동 틱과 음성 틱은 각각 눈 깜박임과 헛기침이다.
틱은 운동 이상 질환인 무도병, 근긴장이상 및 근간대성 경련; 강박장애 (OCD)의 강박 및 뇌전증 발작 활동; 그리고 상동증적 운동 장애나 자폐 스펙트럼이 있는 사람(일명 자기 자극 행동)에게서 나타나는 움직임과 구별되어야 한다.

## 분류
틱은 운동 틱과 음성 틱, 그리고 단순 틱과 복합 틱으로 분류된다.

### 운동 틱 또는 음성 틱
운동 틱은 개별 근육군에 영향을 미치는 움직임 기반의 틱이다.
음성 틱은 코, 입, 목을 통해 공기를 움직여 생성되는 비자발적인 소리이다. 이들은 번갈아 언어 틱 또는 발성 틱이라고 불릴 수 있지만, 대부분의 진단 전문가는 소리를 내는 모든 틱에 성대 (기관)가 관여하는 것은 아니라는 점을 반영하기 위해 음성 틱이라는 용어를 선호한다.

### 단순 틱 또는 복합 틱
단순 운동 틱은 일반적으로 갑작스럽고 짧으며 무의미한 움직임으로, 대개 눈 깜박임, 머리 흔들기, 어깨 으쓱하기와 같이 단일 근육군에만 영향을 미친다. 운동 틱은 손뼉 치기, 목 늘리기, 입 움직임, 머리, 팔 또는 다리 흔들기, 얼굴 찡그리기 등 무한한 다양성을 가질 수 있다.
단순 음성 틱은 거의 모든 소리나 소음이 될 수 있으며, 흔한 음성 틱으로는 헛기침, 킁킁거림 또는 꿀꿀거리는 소리가 있다.
복합 운동 틱은 일반적으로 더 의도적인 것처럼 보이며 더 길다. 이들은 여러 움직임이 뭉쳐서 나타나며 조율된 것처럼 보일 수 있다. 복합 운동 틱의 예로는 옷 잡아당기기, 사람 만지기, 물건 만지기, 반향동작 (다른 사람의 행동을 반복하거나 모방하는 것) 및 모욕행동증 (외설적이거나 금지된 제스처를 비자발적으로 수행하는 것)이 있다.
복합 음성 틱에는 반향언어 (다른 사람이 방금 말한 단어를 반복하는 것), 반복언어증 (자신이 이전에 말한 단어를 반복하는 것), 렉실랄리아 (단어를 읽은 후 반복하는 것), 그리고 모욕증 (사회적으로 불쾌하거나 금기시되는 단어나 구절을 자발적으로 내뱉는 것)이 포함된다. 모욕증은 투렛 증후군의 널리 알려진 증상이지만, 투렛 증후군 환자의 약 10%만이 모욕증을 보인다.
마르티노 등은 틱이 생리적이거나 발달적으로 일반적일 수 있다고 주장했다.

## 특성
틱은 반자발적(semi-voluntary) 또는 비자발적(unvoluntary)으로 설명된다. 이는 틱이 엄밀히 비자발적이지 않기 때문이다. 즉, 틱은 전조 충동 (긴장이 쌓이는 내부 감각인 감각 현상)에 대한 자발적인 반응으로 경험될 수 있다. 다른 운동 장애와 비교할 때 틱의 독특한 측면은 억제 가능하지만 억제하기 어렵다는 점이다. 즉, 결국 표현되어야 하는 저항할 수 없는 충동으로 경험된다.
틱은 스트레스 (의학), 피로, 지루함, 또는 높은 에너지 감정(예: 불안과 같은 부정적인 감정뿐만 아니라 흥분이나 기대와 같은 긍정적인 감정)으로 인해 증가할 수 있다. 이완은 틱을 증가시킬 수 있는 반면(예: 텔레비전 시청 또는 컴퓨터 사용), 몰입하는 활동에 집중하면 틱이 감소하는 경향이 있다. 신경학자이자 작가인 올리버 색스는 심각한 투렛 증후군을 앓는 의사(실제로는 조종사이자 외과 의사인 캐나다의 모트 도란 박사였지만, 책에서는 가명이 사용되었다)가 수술을 할 때는 틱이 거의 완전히 완화되었다고 설명했다.
틱 발생 직전, 대부분의 사람들은 하품, 재채기, 눈 깜박임, 가려운 곳 긁기와 비슷한 충동을 느낀다. 사람들은 틱을 해야 하는 필요성을 "반드시 해야 한다"는 것처럼 의식적으로 풀어야 하는 긴장감의 축적으로 묘사한다. 이 전조 충동의 예로는 목에 뭔가 걸린 느낌이나 어깨의 국소적인 불편함이 있어 헛기침을 하거나 어깨를 으쓱해야 할 필요성을 느끼는 경우가 있다. 실제 틱은 가려운 곳을 긁는 것과 비슷하게 이러한 긴장이나 감각을 완화시키는 것으로 느껴질 수 있다. 또 다른 예는 눈의 불편한 감각을 완화하기 위해 눈을 깜박이는 것이다. 틱을 가진 일부 사람들은 전조 충동을 인지하지 못할 수도 있다. 어린이는 성인보다 틱과 관련된 전조 충동에 대한 인지도가 낮을 수 있지만, 성숙함에 따라 인지도가 증가하는 경향이 있다.
복합 틱은 단순 틱 없이 나타나는 경우가 드물다. 틱은 클라조마니아 (강박적인 소리 지름)의 경우처럼 "강박과 구별하기 어려울 수 있다".

## 진단
틱 장애는 경미한 틱(일과성 또는 만성 틱)에서 더 심각한 틱까지 다양한 스펙트럼으로 나타난다. 투렛 증후군은 같은 유전적 취약성으로 인해 발생하는 것으로 여겨지는 틱 장애 스펙트럼 중 더 심각한 형태이다. 그럼에도 불구하고, 투렛 증후군의 대부분의 경우는 심각하지 않다. 틱 장애 스펙트럼의 관리는 투렛 증후군의 관리와 유사하다.
틱 장애는 증상과 지속 기간을 바탕으로 정의된다. 2013년 5월에 출판된 정신질환 진단 및 통계 편람 제5판 (DSM-5)은 투렛 증후군과 틱 장애를 신경발달 장애 범주에 나열된 운동 장애로 재분류했다. 이 과정에서 틱의 정의에서 "상동증적"이라는 단어를 삭제하여 상동증과 틱을 더 잘 구별하고, 일과성 틱 장애를 잠정 틱 장애로 대체했으며, 틱이 거의 매일 발생해야 한다는 기준을 삭제하고, 이전에 틱 없는 긴 기간(몇 달)을 투렛 증후군 또는 지속성(만성) 틱 장애 진단에 필요한 1년에 포함하지 않던 기준도 삭제했다.

### 감별진단
근긴장이상, 발작성 운동이상, 무도병, 기타 유전 질환, 그리고 틱의 이차적 원인은 감별진단에서 배제되어야 한다. 투렛 증후군 외에 틱 또는 상동증적 움직임을 나타낼 수 있는 질환으로는 발달 장애, 자폐 스펙트럼 장애, 그리고 상동증적 운동 장애; 시든햄 무도병; 특발성 근긴장이상; 그리고 헌팅턴병, 신경가시세포증, 판토텐산 키나아제 관련 신경퇴행, 뒤센 근이영양증, 윌슨병, 그리고 결절성 경화증과 같은 유전 질환이 있다. 다른 가능성으로는 다운 증후군, 클라인펠터 증후군, XYY 증후군, 그리고 취약 X 증후군과 같은 염색체 이상이 있다. 틱의 후천적 원인으로는 약물 유발 틱, 머리 외상, 뇌염, 뇌졸중, 그리고 일산화 탄소 중독이 있다. 이러한 질환의 대부분은 틱 장애보다 드물며, 철저한 병력 청취와 검진만으로도 의학적 또는 선별 검사 없이 배제할 수 있다.
틱 장애는 흔히 아동기 증후군으로 여겨지지만, 틱은 가끔 성인기에 발생하기도 한다; 성인기에 발병하는 틱은 종종 이차적 원인이 있다. 18세 이후에 시작되는 틱은 투렛 증후군으로 진단되지 않지만, "달리 명시된" 또는 "명시되지 않은" 틱 장애로 진단될 수 있다.
필요에 따라 다른 질환을 배제하기 위한 검사가 지시될 수 있다: 예를 들어, 틱과 뇌전증 발작 활동 간의 진단 혼동이 있는 경우, 뇌전도 검사가 지시될 수 있거나, 뇌 이상을 배제하기 위해 MRI가 필요하다는 증상이 나타날 수 있다. 틱의 원인이 될 수 있는 갑상샘저하증을 배제하기 위해 갑상샘자극호르몬 수치를 측정할 수 있다. 뇌 영상 검사는 일반적으로 필요하지 않다. 갑작스러운 틱 및 기타 행동 증상을 보이는 청소년 및 성인의 경우, 코카인 및 흥분제에 대한 소변 약물 검사가 필요할 수 있다. 간질환의 가족력이 있는 경우, 혈청 구리 및 세룰로플라스민 수치로 윌슨병을 배제할 수 있다.
강박장애 (OCD)를 가진 개인은 운동 틱과 유사할 수 있는 강박과 같이 일반적으로 틱 장애와 관련된 특징을 보일 수 있다. "틱 관련 OCD"는 강박의 내용과 유형에 따라 비틱 관련 OCD와 구별되는 OCD의 하위 그룹으로 가정된다. 틱 관련 OCD를 가진 개인은 비틱 관련 OCD를 가진 개인보다 더 많은 침투 사고와 더 많은 사재기 및 계산 의식을 보인다.
틱은 또한 근육잔떨림과 구별되어야 한다. 예를 들어, 위아래 눈꺼풀의 작은 떨림은 전체 근육을 포함하지 않고 몇몇 근섬유 다발의 떨림이며 억제할 수 없기 때문에 틱이 아니다.

## 같이 보기
- 예일 글로벌 틱 심각도 척도, 틱 장애, 투렛 증후군, 강박 장애 등 주의력 및 충동과 관련된 장애 증상을 6세에서 17세 사이의 어린이 및 청소년에게서 식별하기 위해 고안된 심리적 측정 도구.

## 더 읽어보기
- Dordain G (1986). 《[The concept of tic in the history of abnormal movements]》. 《Rev Neurol (Paris)》 (프랑스어) 142. 803–7쪽. PMID 3547545.